# Max Judd
Maximilian Judkiewicz, meglio noto come Max Judd (Tenczynek, 27 dicembre 1851 – Saint Louis, 7 maggio 1906), è stato uno scacchista statunitense di origine polacca.

## Biografia
Nato in Galizia, emigrò con la famiglia negli Stati Uniti nel 1862. Dopo aver vissuto per qualche anno a Washington ottenne la cittadinanza statunitense e cambiò ufficialmente il proprio nome in Max Judd. Nel 1873 si trasferì a Saint Louis, dove rimase per tutta la vita. Esercitò dal 1874 al 1893 l'attività di fabbricante e commerciante di mantelli.
Nel 1890 diventò campione degli Stati Uniti sconfiggendo in un match a Saint Louis il campione in carica Jackson Showalter (+7 –3 =0).
Partecipò a sei congressi scacchistici degli Stati Uniti:
- 1871   4º nel 2º congresso di Cleveland
- 1874   3º nel 3º congresso di Chicago
- 1876   2º nel 4º congresso di Filadelfia, dietro a James Mason
- 1880   5º nel 5º congresso di New York
- 1889   8º nel 6º congresso di New York
- 1904   2º nel 7º congresso di Saint Louis, dietro a Frank Marshall

Partecipò raramente a tornei all'estero, ma nel 1897 si classificò 2º dietro a Carl Schlechter a Vienna.
Nel 1893 il presidente statunitense Grover Cleveland lo nominò console generale in Austria. Il governo austriaco fece pressioni volte a cambiare tale nomina, in quanto Max Judd era ebreo e all'epoca prevalevano in Austria posizioni antisemite. Il governo degli Stati Uniti però non cedette e Max Judd mantenne l'incarico per quattro anni fino al 1897.
Fu anche fondatore e presidente del Saint Louis Chess Club.